# René Aufhauser
René Aufhauser (Voitsberg, 1976. június 21. –) osztrák válogatott labdarúgó, aki jelenleg a Red Bull Salzburg segédedzője.

## Sikerei, díjai
- Red Bull Salzburg
  - Osztrák Bundesliga: 1996-97, 2006-07, 2008-09, 2009-10
- Grazer AK
  - Osztrák Bundesliga: 2003-04
  - Osztrák kupa: 2004
  - Osztrák szuperkupa: 2002
- FC Liefering
  - Osztrák Regionalliga West: 2012-13

## Külső hivatkozások
- René Aufhauser adatlapja a National-Football-Teams.com oldalon (angolul)

- Transfermarkt profil